# Степановка (Чемеровецкий район)
Степановка (укр. Степанівка) — село в Чемеровецком районе Хмельницкой области Украины.
Население по переписи 2001 года составляло 757 человек. Почтовый индекс — 281688. Телефонный код — 3859. Занимает площадь 1,829 км². Код КОАТУУ — 6825288001.

## Местный совет
31644, Хмельницкая обл., Чемеровецкий р-н, с. Степановка, ул. Первомайская, 1